# Trachyandra laxa
Trachyandra laxa är en grästrädsväxtart som först beskrevs av Nicholas Edward Brown, och fick sitt nu gällande namn av Anna Amelia Obermeyer. Trachyandra laxa ingår i släktet Trachyandra och familjen grästrädsväxter.

## Underarter
Arten delas in i följande underarter:
- T. l. laxa
- T. l. rigida